# Chivi Rancho
Chivi Rancho (auch: Chururi) ist eine Streusiedlung im Departamento Cochabamba im südamerikanischen Andenstaat Bolivien.

## Lage im Nahraum
Chivi Rancho liegt in der Provinz Ayopaya und ist eine Ortschaft des Cantón Morochata im Municipio Morochata. Die Ortschaft liegt auf einer Höhe von 3310 m im Tal des Río Morochata, der über den Río Negro zum Río Cotacajes hin entwässert, einem der Quellflüsse des Río Beni.

## Geographie
Chivi Rancho liegt zwischen der Cordillera Mazo Cruz und der Cordillera del Tunari, einem nordwestlichen Teilabschnitt der Cordillera Oriental. Das Klima ist ein typisches Tageszeitenklima, bei dem die Temperaturschwankungen zwischen Tag und Nacht deutlicher ausfallen als zwischen den Jahreszeiten.
Die Jahresdurchschnittstemperatur der Region liegt bei knapp 15 °C (siehe Klimadiagramm Independencia) und schwankt im Jahresverlauf zwischen 11 °C im Juni/Juli und 17 °C im November/Dezember. Der jährliche Niederschlag liegt bei etwa 750 mm, wobei einer Trockenzeit von Mai bis August mit Monatsniederschlägen unter 20 mm eine ausgeprägte Feuchtezeit gegenübersteht, in der von Dezember bis März die Monatswerte deutlich über 100 mm hinausgehen.

## Verkehrsnetz
Chivi Rancho liegt in einer Entfernung von 73 Straßenkilometern nordwestlich von Cochabamba, der Hauptstadt des Departamentos.
Von Cochabamba aus führt die asphaltierte Nationalstraße Ruta 4 in westlicher Richtung 17 Kilometer über Quillacollo nach Vinto. Dort zweigt die unbefestigte Nationalstraße Ruta 25 nach Nordwesten ab und überwindet auf dem 59 Kilometer langen Weg nach Morochata Passhöhen von mehr als 4300 m. Fünf Kilometer vor Morochata zweigt die Ruta 4104 nach Südosten ab und erreicht Chivi Rancho nach zwei Kilometern.

## Bevölkerung
Die Einwohnerzahl der Ortschaft ist in dem Jahrzehnt zwischen den beiden letzten Volkszählungen geringfügig zurückgegangen:
| Jahr | Einwohner         | Quelle       |
| ---- | ----------------- | ------------ |
| 1992 | keine Detaildaten | Volkszählung |
| 2001 | 234               | Volkszählung |
| 2012 | 227               | Volkszählung |
| 2024 |                   | Volkszählung |

Die Region weist einen hohen Anteil an Quechua-Bevölkerung auf, im Municipio Morochata sprechen 96,6 Prozent der Bevölkerung Quechua.